# 马亚克 (多尔多涅省)
马亚克（法語：Mayac，法語發音：[majak]）是法国多尔多涅省的一个市镇，原属佩里格区，2017年起划至农特龙区。

## 地理
马亚克（45°16'49"N, 0°56'38"E）面积11.28 平方千米，位于法国新阿基坦大区多爾多涅省，该省份为法国西南部内陆省份，是法國本土面积第三大的省，大致对应佩里戈尔地区，北起顺时针与夏朗德省、上维埃纳省、科雷兹省、洛特省、洛特-加龙省、吉倫特省和滨海夏朗德省接壤。
与马亚克接壤的市镇（或旧市镇、城区）包括：库洛尔、屈布雅克-欧韦泽尔-瓦勒当斯、萨维尼亚克-莱塞格利斯。
马亚克的时区为UTC+01:00、UTC+02:00（夏令时）。

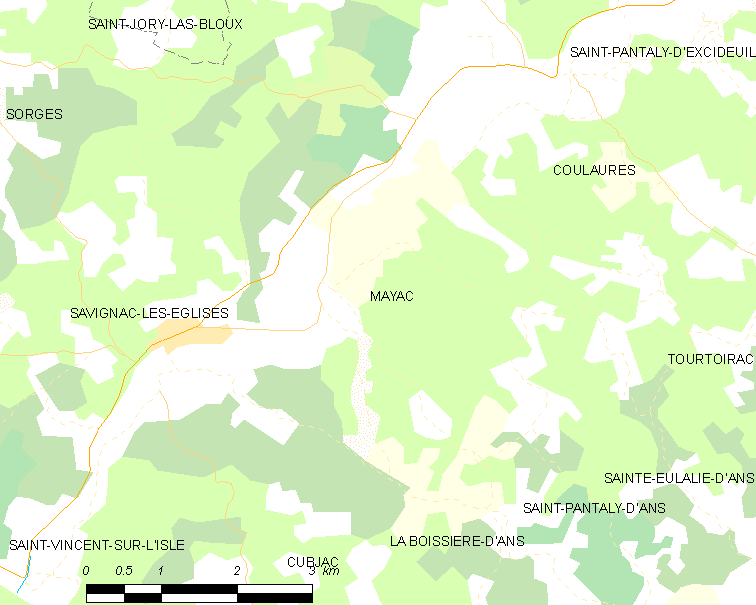
马亚克的OSM定位图

## 行政
马亚克的邮政编码为24420，INSEE市镇编码为24262。

## 政治
马亚克所属的省级选区为伊勒-卢-欧韦泽尔县。

## 人口

1962-2008年间马亚克人口变化图示

马亚克于2022年1月1日时的人口数量为322人。